# Liste des maires de Sarrouilles

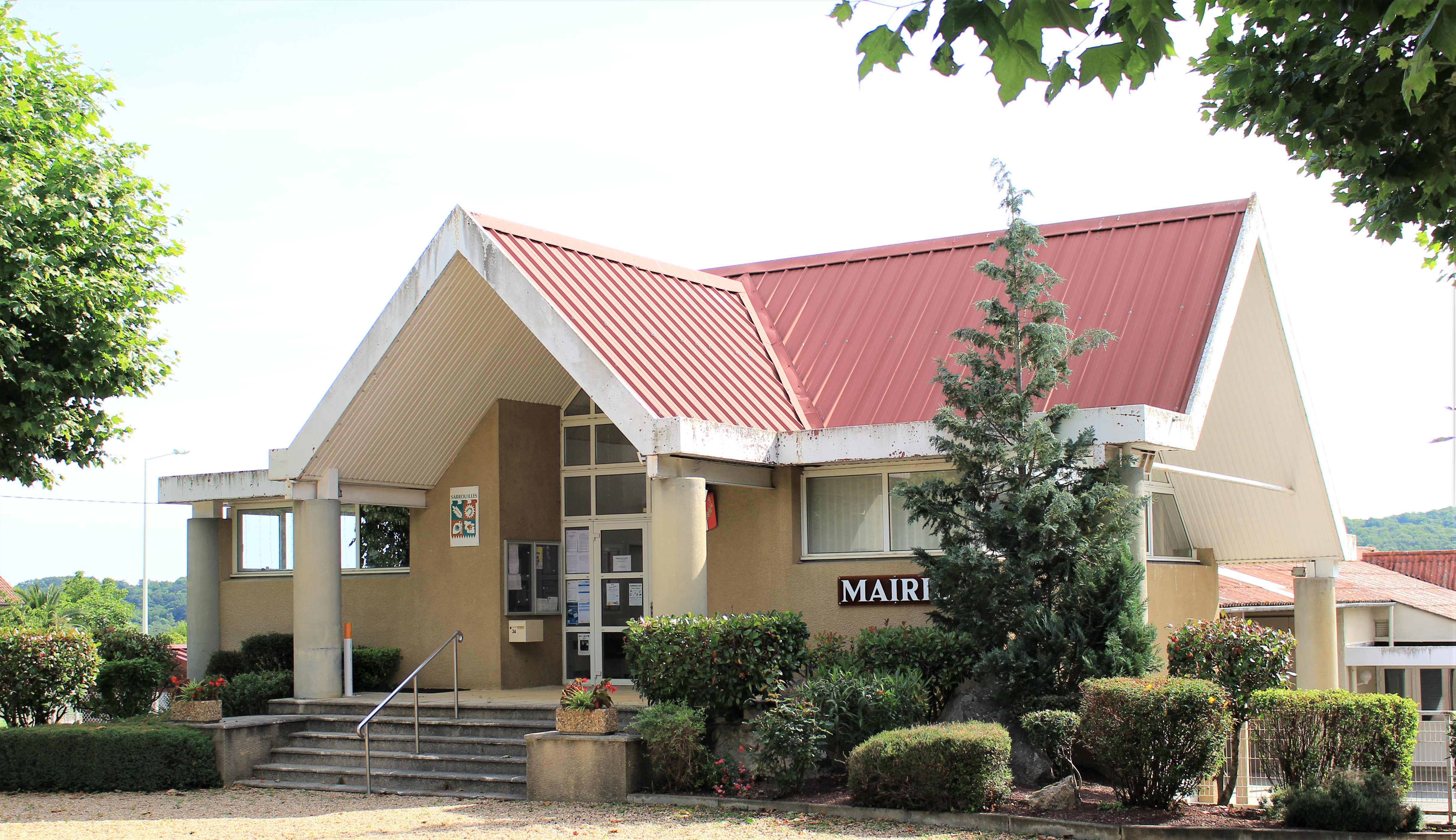
La mairie en 2023.

## Liste des maires
| Période   | Période  | Identité              | Étiquette | Qualité |
| --------- | -------- | --------------------- | --------- | ------- |
| 1792      | 1794     | Bernard Discomps      |           |         |
| 1794      | 1797     | Jean-claude Larmarque |           |         |
| 1797      | 1797     | Jean Cazabat          |           |         |
| 1797      | 1799     | Jean-claude Larmarque |           |         |
| 1799      | 1807     | Michel Ponsse         |           |         |
| 1807      | 1815     | Jacques Nogues        |           |         |
| 1815      | 1821     | Jean-claude Larmarque |           |         |
| 1821      | 1827     | Dominique Cazabat     |           |         |
| 1827      | 1831     | Jean Lamon            |           |         |
| 1831      | 1840     | Jean Cazerre          |           |         |
| 1840      | 1847     | André Laport          |           |         |
| 1847      | 1848     | Jean Lamon            |           |         |
| 1848      | 1854     | Dominique Larmarque   |           |         |
| 1854      | 1870     | Lamon Pouey           |           |         |
| 1870      | 1874     | Jean Bastiste Lamon   |           |         |
| 1874      | 1919     | Jean Marie Larmarque  |           |         |
| 1919      | 1925     | Simon Cazabat         |           |         |
| 1925      | 1927     | Alber Laban           |           |         |
| 1927      | 1943     | Adolphe Darré         |           |         |
| 1943      | 1959     | Jean Lafforgue        |           |         |
| 1959      | 1977     | Jules Lassalle        | SE        |         |
| mars 1977 | 2014     | Michel Jouanolou      | PS        |         |
| mars 2014 | en cours | Alain Talbot          | PS        |         |